# Gösta Persson
O. Gösta A. Persson (Stockholm, 8 januari 1904 – Malmö, 23 februari 1991) was een Zweeds waterpolospeler en zwemmer.
Gösta Persson nam tweemaal deel aan de Olympische Spelen; in 1924 en 1936. In 1924 zwom hij de series voor het Zweedse team, omdat Person alleen de series zwom ontving hij niet de bronzen medaille. In 1936 werd hij als waterpoloër zevende.
Persson speelde voor de club Stockholms KK.
Åke Borg · 
Arne Borg · 
Thor Henning · 
Gösta Persson · 
Orvar Trolle · 
Georg Werner
Cletus Andersson · 
Erik Andersson · 
Vilhelm Andersson · 
Nils Backlund · 
Theodor Nauman · 
Martin Norberg · 
Gösta Persson · 
Hilmar Wictorin · 
S. Friberg (R) ·
E. Skoglund (R) ·
N. Skoglund (R)
Göte Andersson · 
Bertil Berg · 
Erik Holm · 
Tore Lindzén · 
Tore Ljungqvist · 
Åke Nauman · 
Gösta Persson · 
Sven-Pelle Pettersson · 
Runar Sandström · 
Georg Svensson